# One Bloor
One Bloor, precedentemente One Bloor East e Number One Bloor, è un grattacielo a uso misto nel centro di Toronto, Ontario, Canada. Il progetto è stato inizialmente lanciato dallo sviluppatore Bazis International Inc. nel 2007, prima di essere cancellato e ri-sviluppato sotto lo sviluppatore Great Gulf Homes. Al 2018, è il decimo edificio residenziale più alto al di fuori dell'Asia e il 40 ° edificio residenziale più alto del mondo.

## Storia
Ci sono stati diversi tentativi di costruire un edificio residenziale al numero 1 di Bloor Street East. Nel 2005, Young e Wright hanno proposto una torre di 60 piani. Il sito fu venduto a Bazis International e poi a Great Gulf Homes. Il sito era in precedenza un edificio al dettaglio a due piani con un Harvey's e City Optical al piano terra, che fu demolito una volta proseguito il progetto One Bloor.

### Proposta di Bazis
Nel 2007, una proposta di un edificio di 80 piani è stata annunciata da Bazis International. Gli edifici a due piani esistenti situati sul sito sono stati demoliti nel dicembre 2008.
Avrebbe dovuto essere alto circa 285 metri ed era stato progettato da Rosario Varacalli. La proposta prevedeva una torre semitrasparente in metallo e vetro con tecnologia ecologica ed efficiente. L'edificio prevedeva di includere 189 camere d'albergo e 612 unità condominiali.
Nel luglio 2009 sono stati messi in discussione sia lo scopo finale che l'eventuale destino del progetto. Secondo notizie, l'altezza sarebbe stata ridotta a 67 piani per ridurre i costi di costruzione. La Toronto Star ha anche riferito che un gruppo di istituti di credito ha cercato di ottenere il rimborso del loro prestito di $ 46 milioni o che il tribunale ha permesso loro di acquistare i terreni liberi.

### Vendita alla Great Gulf
Il 22 luglio 2009, la Toronto Star ha riferito che Bazis ha venduto la proprietà a Great Gulf Homes, che hanno espresso interesse a costruire un grattacielo sul sito. La proposta di Bazis è deceduta a seguito della vendita. Great Gulf Homes ha rilanciato i piani per costruire lì una torre condominiale con un nuovo design, un'altezza ridotta (inizialmente da 91 a 80 piani, ma poi da 80 piani a 65) e un nuovo nome. Sostenuto da forti prestiti, One Bloor è passato dai 65 piani ridimensionati a 70 piani e di nuovo a 75 piani. L'altezza finale del grattacielo è stata di 257 metri  , rendendolo il secondo edificio residenziale più alto di Toronto e del Canada, dopo Aura .
L'edificio è stato progettato da Hariri Pontarini Architects, supervisionato da David Pontarini.

## Costruzione
Il progetto finale comprende una torre condominiale di 76 piani costruita da Great Gulf Homes. Gli edifici a due piani situati sul sito sono stati demoliti nel dicembre 2008. La costruzione è iniziata nell'agosto 2011. L'edificio è stato completato alla fine del 2015. 

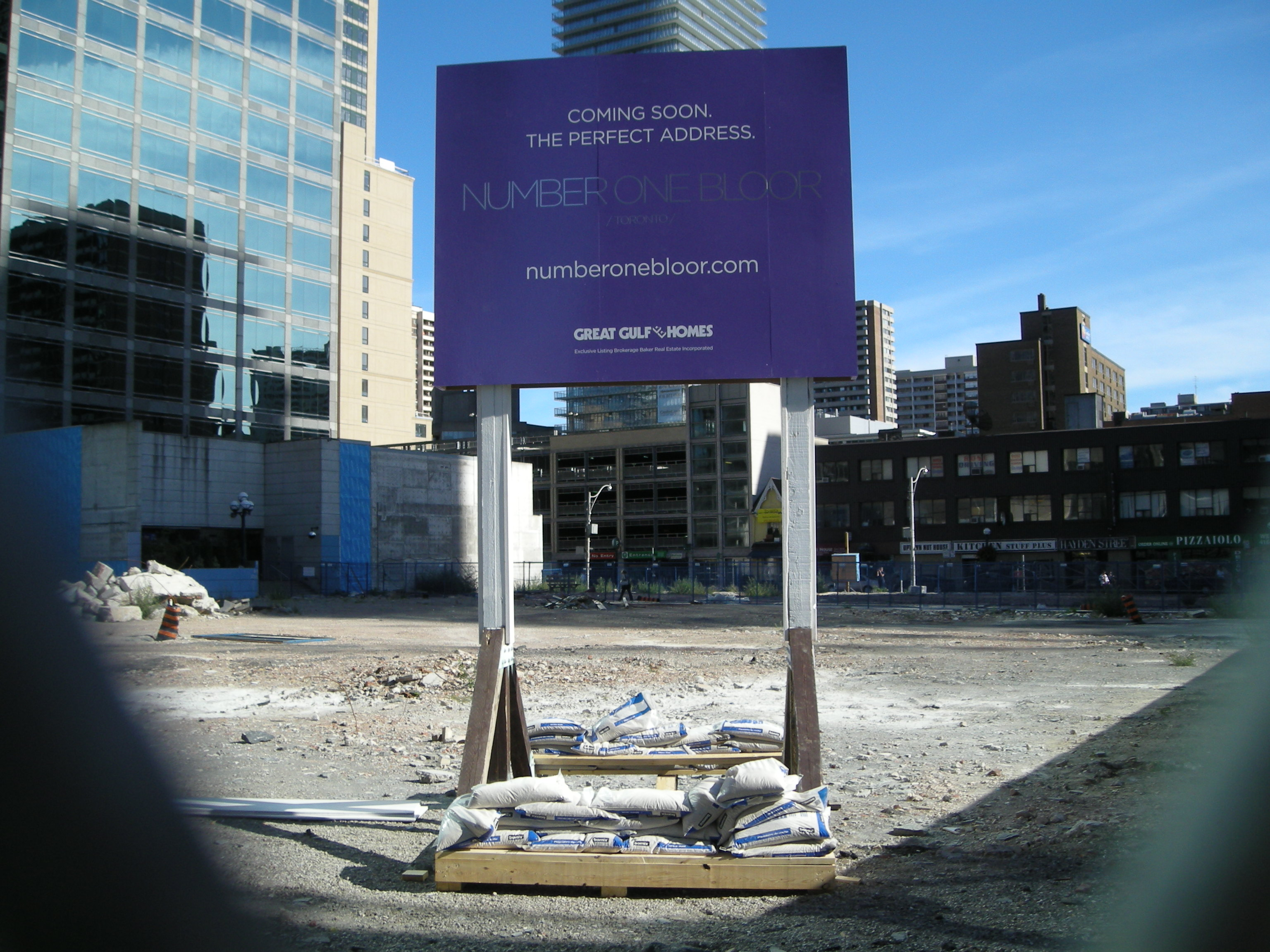
One Bloor site, settembre 2009
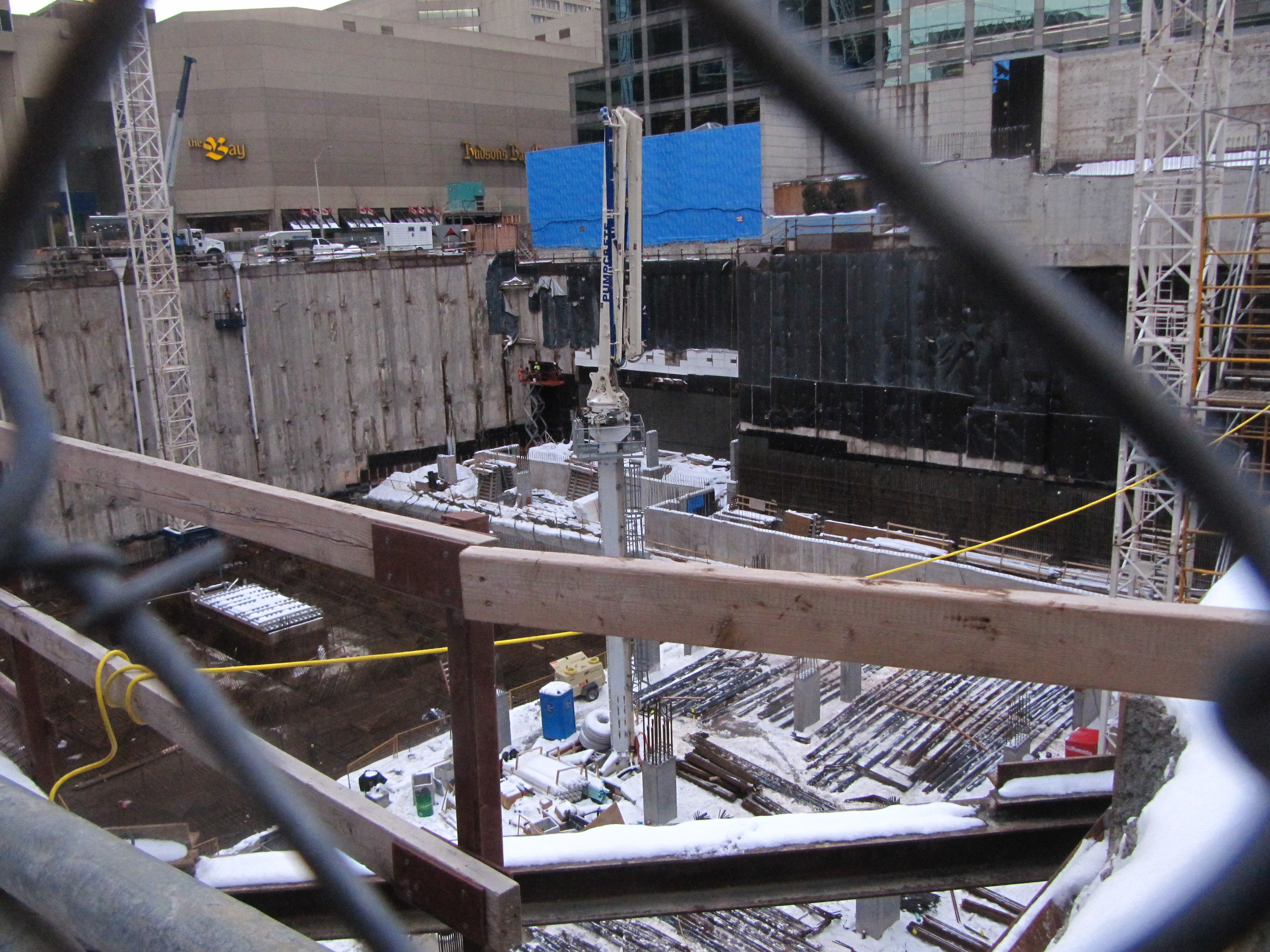
Fondazioni di One Bloor nel gennaio 2013
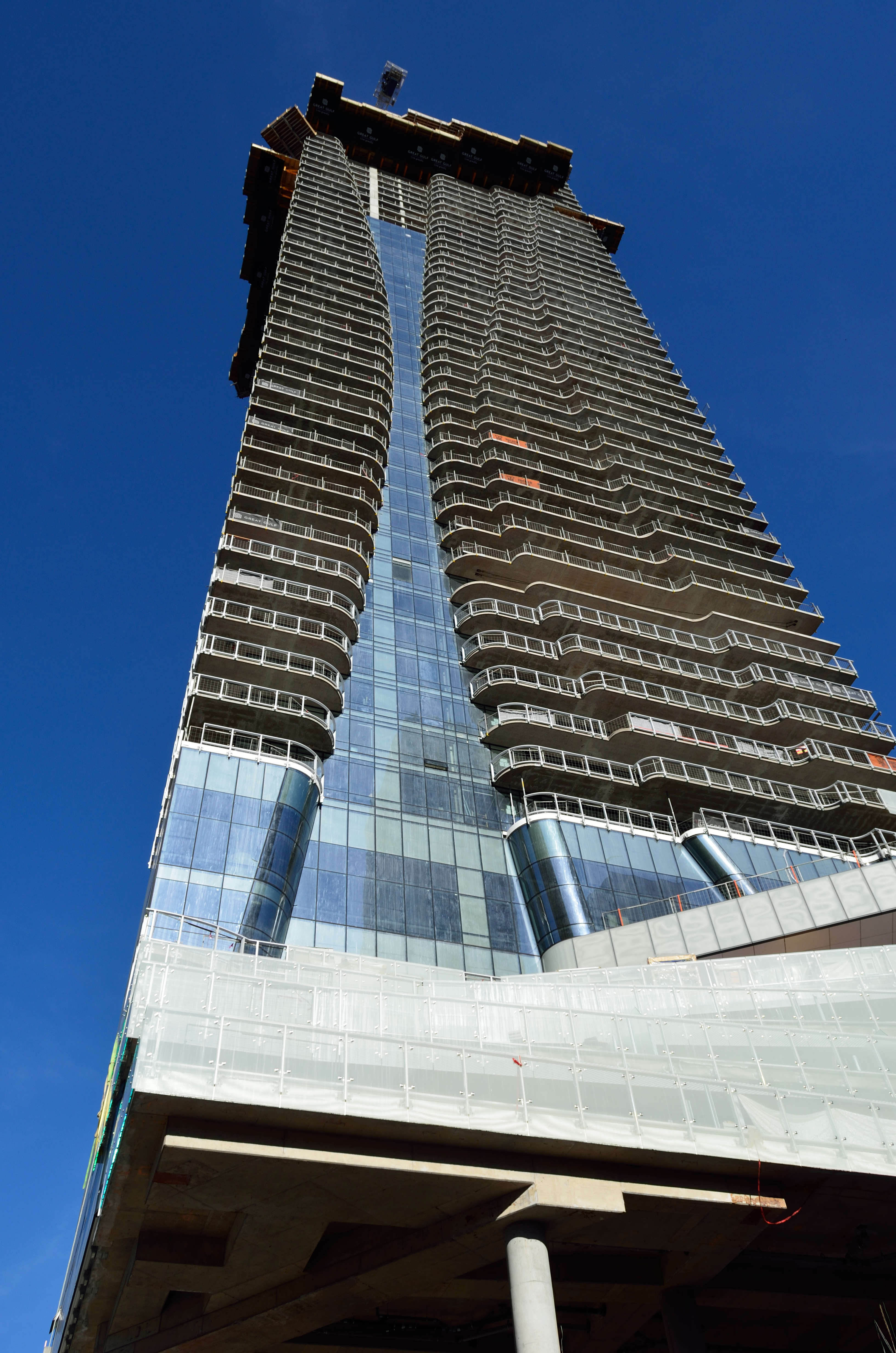
Cantiere di One Bloor nell'aprile 2015